# Pinijev sprevodni prelec
Pinijev sprevodni prelec (znanstveno ime Thaumetopoea pityocampa) je vrsta metulja, katerega gosenice se premikajo v značilnih vlakih. Gre za enega največjih škodljivcev borov in ceder v osrednji Aziji, Severni Afriki in državah južne Evrope. Strupene dlačice gosenic povzročajo hude reakcije pri ljudeh in ostalih sesalcih.

## Opis
Samica meri čez krila med 36 in 49 mm, samec je manjši in preko kril doseže med 31 in 39 mm. Prednja krila so temno siva s tremi prečnimi črnimi progami, zadnja so belkasta. Samec ima na zadku šop dlačic. Gosenice so na hrbtni strani črno sive barve in imajo vzdolž telesa rdečo progo, po trebuhu so rumene.  
Samica odlaga jajčeca v valjaste združbe, ki merijo v dolžino od 4 do 5 cm. Te grozde samica nato prekrije z luskami s svojih kril, da izgledajo kot poganjki. Gosenice se pojavijo v sredini julija v zapredku na koncu vej, v katerem je zbranih od 50-150 gosenic. Dan preživijo v zapredku, ponoči pa se preselijo na mesto obžiranja v procesiji druga za drugo ter obžirajo iglice. Gnezdo si povečujejo skozi celo obdobje doraščanja. Prezimijo v zapredku. Prenesejo zelo nizke temperature do -29 °C, škodijo pa jim vlažne zime. Obžirajo še do februarja, nato pa se spustijo na tla in se v zemlji zabubijo v belem svilenem kokonu. Buba je pupa obtekta, dolga okoli 20 mm sprva rjavo rumene, pozneje pa temno rdeče rjave barve.

## Razširjenost
V Sloveniji je bil prvič zabeležen 1904 pri Komnu, od koder se je nato hitro razširil po Sloveniji. Napada bore, cedre in macesne. Pinijev procesni prelec je glavni krivec za defoliacijo in sušenje iglavcev v južni Evropi.  Najbolj so ogroženi bori, nekoliko manj pa macesni. Kadar se škodljivec preveč namnoži lahko uniči velike gozdne sestoje.

## Biološki nadzor
Pinijev sprevodni prelec ima v naravi veliko sovražnikov, ki pomagajo pri naravnem obvladovanju številčnosti populacije. Med najpomembnejše sodijo:
- Jajčeca so hrana zeleni sedlarki.[8]
- Ličinke so hrana nekaterim pticam, kot sta velika sinica in čopasta kukavica (Clamator glandarius).[8]
- Gosenice parazitirajo nekatere vrste samotarskih os (Ichneumonidae, Braconidae) in nekatere vrste muh goseničark (Tachinidae).[8]
- Z bubami se hranijo smrdokavre.[8]
- Odrasle metulje plenijo netopirji.[8]
- Gosenice napada virus Smithiavirus pityocampae.[8]

Pri biološkem nadzoru škodljivca se uporablja entomopatogene bakterije Bacillus thuringiensis, ki so učinkovite na jajčecih in na gosenicah v prvi in drugi razvojni stopnji (v septembru ali oktobru).

## Kemično in mehansko zatiranje
Kemični nadzor obsega škropljenje z insekticidi kot je diflubenzuron, ki ga razpršujejo s pomočjo letal. Poleg tega se za nadzor populacije uporabljajo feromonske pasti. V preteklosti so za zatiranje gosenic uporabljali insekticide v olju, ki so jih nanašali neposredno v zapredke. Poleg teh metod je učinkovit, a zamuden tudi način mehanskega odstranjevanja zapredkov in njihovo sežiganje.